# Dythemis velox
Dythemis velox är en trollsländeart som beskrevs av Hagen 1861. Dythemis velox ingår i släktet Dythemis och familjen segeltrollsländor. IUCN kategoriserar arten globalt som livskraftig. Inga underarter finns listade i Catalogue of Life.

## Bildgalleri

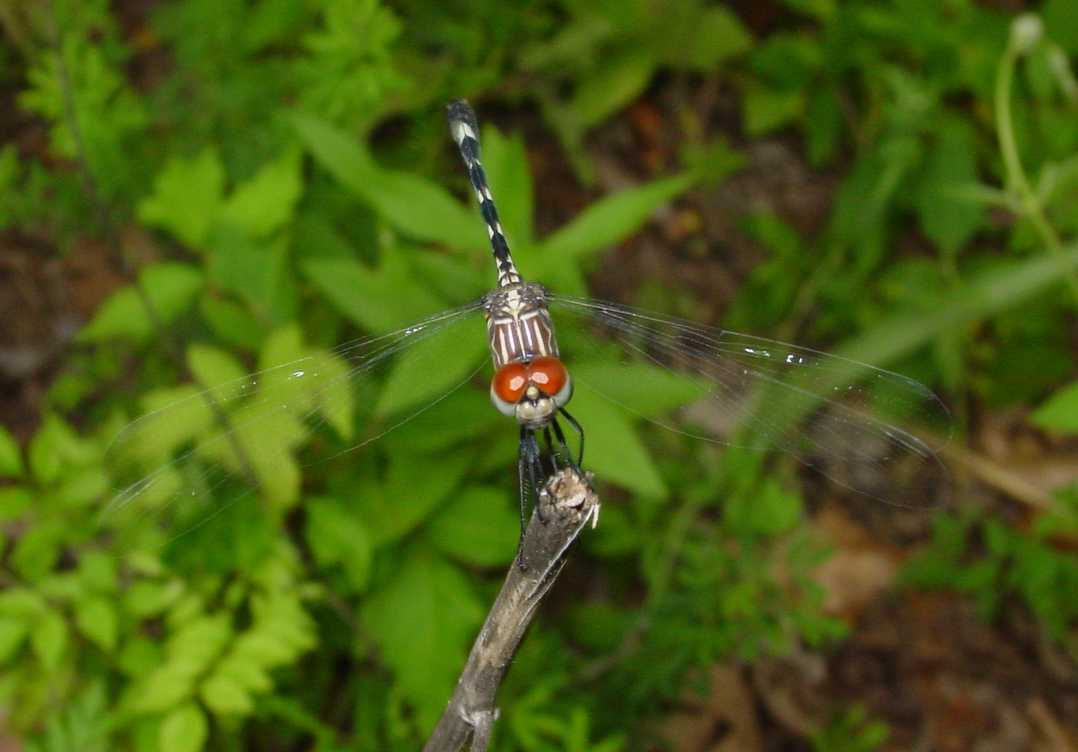
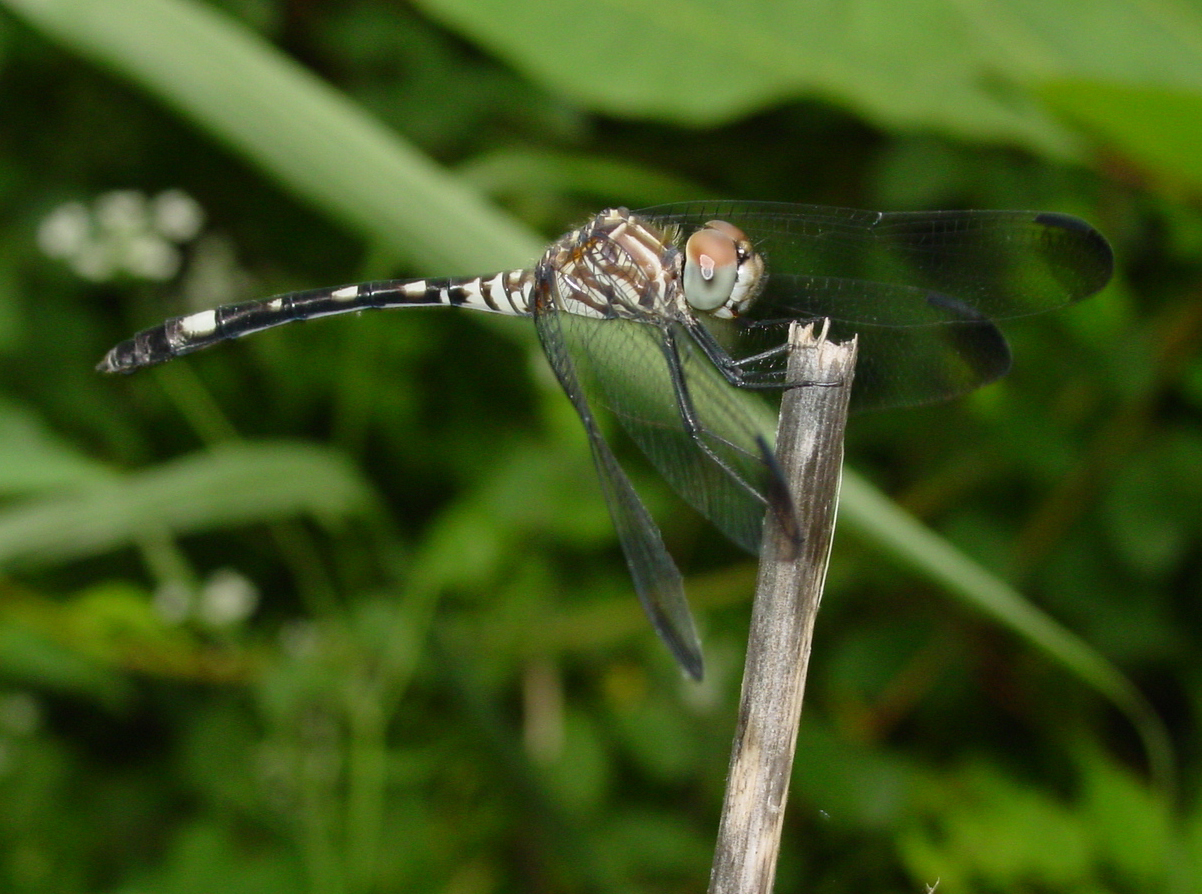
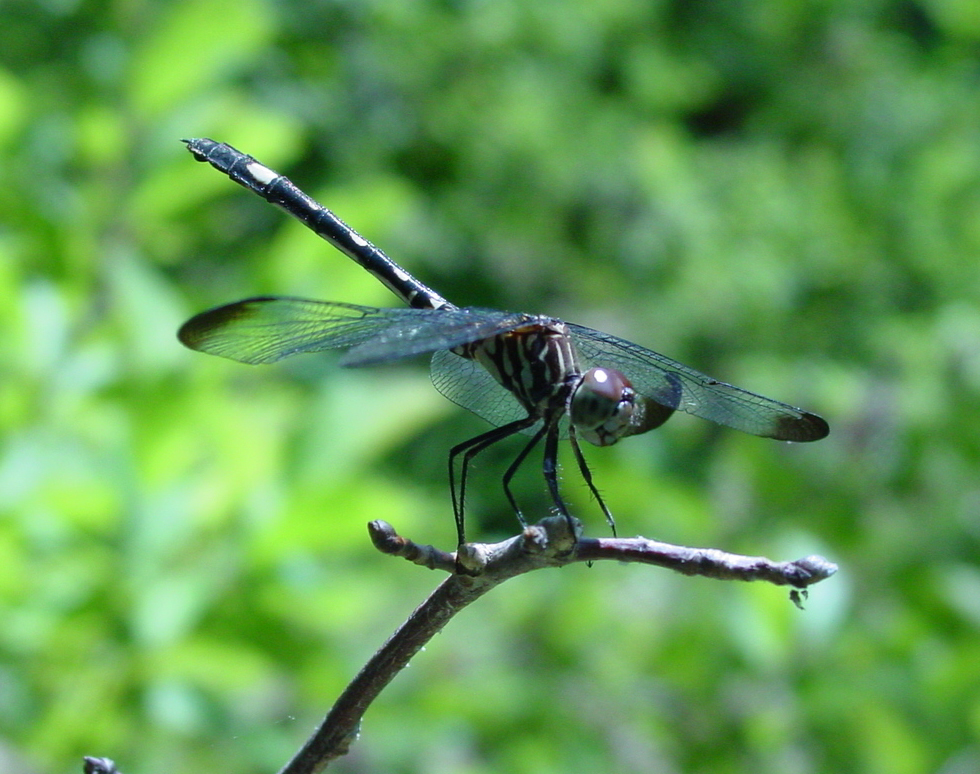